# Edith Donat
Edith Donat, auch Edith Krautter-Donat, (* 21. August 1904 als Josefa Edith Szana in Temeswar, Österreich-Ungarn; † 1990 in Berlin) war eine deutsche Pädagogin. Als Kommunistin musste sie aus NS-Deutschland fliehen. In der frühen Nachkriegszeit leitete sie das Hauptkinderheim von Groß-Berlin. Sie plante einen Neubau für das Kinderheim, das sich vormals in der Alten Jakobstraße befand und in den letzten Kriegstagen ausgebombt wurde. Unter dem Stalinismus in der DDR wurde sie als Leiterin abgesetzt und um ihr Lebenswerk gebracht.

## Leben und Wirken
Edith Donat entstammte einer ungarischen jüdischen Familie. 1913 kam sie nach Berlin. Am 17. April 1930 heiratete sie Johann (Hans) Donat (1903–1943). Diese Ehe wurde jedoch bereits im Frühjahr 1933 aus Gründen der sogenannten Rassegesetze und zum Schutz von Hans Donat wieder geschieden. Hans Donat kam dennoch im KZ Flossenbürg um. Ebenfalls 1930 trat sie in die KPD ein. Ab 1931 war Donat in Berlin als Funktionärin der Partei tätig, unter anderem als Lehrerin an der Marxistischen Abendschule, und war zu Beginn des Nationalsozialismus im Widerstand aktiv. Ihre Gruppe wurde verraten und wegen Vorbereitung zum Hochverrat wurde Edith Donat zu neun Monaten Haft verurteilt. Sie war im gleichen Gefängnis wie später Hilde Copi Frauengefängnis Barnimstraße inhaftiert. Anschließend wurde ihr die deutsche Staatsbürgerschaft aberkannt. Nach der Zeit im Gefängnis fuhr sie staatenlos 1935 zunächst nach Dänemark. Sie war in zweiter Ehe mit dem KPD-Funktionär Kurt Krautter verheiratet, der 1937 nach Dänemark emigrierte. Im dänischen Exil kam 1939 ihre Tochter Vibeke zur Welt. Nachdem die Wehrmacht Dänemark 1940 besetzt hatte, floh sie mit ihrer Tochter mit Hilfe von Hans Scherfig. Judenverfolgung 1943 nach Schweden. 1946 kehrte Donat nach Berlin zurück.

## Wirken nach dem Zweiten Weltkrieg
Vor dem Krieg hatte Edith Donat als Näherin gearbeitet. Im dänischen Exil arbeitete sie mit dänischen Pädagogen zusammen. 1946 erhielt sie die Leitung des Hauptkinderheims von Groß-Berlin in der Greifswalder Straße, in dem Hunderte elternlose Kinder untergebracht waren. Aus Skandinavien brachte Edith Donat reformpädagogische Ansätze mit. Sie beschrieb das Kinderheim später laut Wolfgang Hübner als „seelenloses Auffang- und Durchgangslager“; für die Schwierigkeiten der Kinder, die „schlimmste Kriegserlebnisse in sich trugen“, habe niemand Verständnis gehabt. Erst durch Donats Anstrengungen sei aus der Auffangstation für Kriegswaisen ein Ort geworden, an dem diese erzogen und unterrichtet wurden. Ihre Arbeit konzentrierte sich darauf, pädagogische Konzepte zu entwickeln, die sowohl den Bedürfnissen der Kinder als auch den Anforderungen der Gesellschaft gerecht wurden. Edith Donat war maßgeblich daran beteiligt, neue Methoden und Ansätze in der Vorschulerziehung zu etablieren, die auf den Prinzipien von sozialistischer Erziehung und kollektiver Bildung basierten. Dabei legte sie großen Wert auf die ganzheitliche Förderung der Kinder, die sowohl ihre intellektuellen Fähigkeiten als auch ihre sozialen Kompetenzen umfasste.
Seit ihrer Rückkehr aus der Emigration war sie Mitglied der Sozialistischen Einheitspartei Deutschlands (SED). Im Oktober 1950 zählte Donat zu den 66 Abgeordneten, die vom Magistrat von Ost-Berlin als „Vertreter Berlins mit beratender Stimme“ in die Volkskammer der 1. Wahlperiode (1950–1954) entsendet wurden. Sie gehörte der Fraktion der Vereinigung der Verfolgten des Naziregimes (VVN) an.
1952 wurde Kritik an ihrer Arbeit laut. Die Miss- und Notstände, gegen die sie jahrelang angekämpft hatte, wurden nun ihr zur Last gelegt. Hinzu kamen Vorwürfe der „Korruption und Selbstherrlichkeit“. Beim „Parteibeitrag“ soll sie außerdem gegeizt haben. In dieser Zeit grassierte laut Wolfgang Hübner „stalinistisches Misstrauen“. Genossen, die aus dem Exil in einem westlichen Land wiedergekommen waren, galten plötzlich als unzuverlässig. Bis dahin hatte Donat als Vorzeigepädagogin gegolten, war sogar 1949 als Verdienter Lehrer des Volkes ausgezeichnet worden.
siehe auch „Skandinavische Erfahrungen erwünscht?“ vom Scholz.
Edith Donat war maßgeblich an der Planung für ein neues Kinderheim in der Königsheide beteiligt, dem späteren „Kinderheim A. S. Makarenko“. Zur Fertigstellung sollte sie dessen erste Direktorin werden. 1953 wurde sie jedoch, vor dem Umzug des Kinderheims in die Königsheide und während sie auf einem Lehrgang war, in Abwesenheit als Leiterin und spätere Direktorin des Kinderheims abgesetzt.
In den folgenden Jahren lehrte sie bis 1956 als Lehrerin an der Schule für Kindergärtnerinnen „Friedrich Fröbel“, bis an ihr Lebensende hat sie Kontakt zu „ihren“ Kindergärtnerinnen Friedrich-Fröbel-Haus (Berlin) Von 1956 bis 1961 leitete sie die Volkshochschule in Berlin-Lichtenberg und war anschließend von 1962 bis 1973 als Lehrkraft an der Betriebsakademie des VEB Wasserwirtschaft Berlin tätig.
Edith Donat starb im Frühjahr 1990 im Alter von 85 Jahren in Berlin.

## Auszeichnungen
- 1949: Verdienter Lehrer des Volkes[13]
- 1984: Vaterländischer Verdienstorden in Silber[1]

## Postume Würdigung
Ein Koffer von Edith Donat, der nach ihrem Tod gefunden wurde, enthielt persönliche Dokumente und Erinnerungsstücke aus dem Kinderheim in der Greifswalder Straße. Er wurde zum Schlüssel und Anlass ihre Lebensgeschichte in einem Vortrag und in den „Blauen Heften“ zu dokumentieren.
Anlässlich ihres 118. Geburtstags am 21. August 2022 würdigte das IBZ Königsheide (Informations- und Begegnungszentrum Königsheide) Edith Donat mit der Einweihung einer ihr gewidmeten Parkbank auf dem Gelände des früheren Kinderheims.

„Endlich können wir der eigentlichen Initiatorin und für die Errichtung des Kinderheimes in der Königsheide verantwortlichen Pädagogin ein bleibendes Denkmal setzen. Auf diesem Wege möchten wir einen Beitrag leisten, um in bescheidenem Rahmen wieder gut zu machen, was ihr durch die Wegnahme der Position als Direktorin in der frühen Nachkriegszeit widerfahren ist und was sie tragisch um ihr Lebenswerk gebracht hat.“